# Зимни олимпийски игри 1960
Осмите зимни олимпийски игри се провеждат в ски курорта Скуо Вали (на английски: Squaw Valley Ski Resort) в Калифорния, САЩ от 18 до 28 февруари 1960 г. Скуо Вали се намира в речния басейн на езерото Тахо. Другите градове, кандидатирали се за домакинство, са Инсбрук, Санкт Мориц и Гармиш-Партенкирхен.
Телевизионната компания CBS плаща 50 000 щатски долара, за да спечели правата за излъчване на игрите.
Олимпийският огън е запален в къщата на норвежеца Сондре Норхайм и е пренесен от Осло до Лос Анджелис със самолет. Пламъкът все още гори в Скуо Вали.
Проведени са 15 състезания по ски скокове и алпийски ски, осем надпревари по бързо пързаляне с кънки и три по фигурно пързаляне.
Организационният комитет решава да не се провежда състезание по бобслей поради факта, че само девет нации са заявили участие.
На игрите в Скуо Вали дебют прави биатлонът и за пръв път жени взимат участие в бързото пързаляне с кънки.
Уолт Дисни организира церемониите по откриване и закриване на игрите.
ГДР и ФРГ участват заедно в един обединен отбор.

## Рекорди
- Лидия Скобликова от СССР печели два златни медала в бързото пързаляне с кънки.
- Германецът Георг Тома става първият не-скандинавец, спечелил златен медал в северната комбинация.
- Германката Хайди Биебл (тогава на 19) става най-младата златна медалистка на тази олимпиада.

## Медали
| Витрина |                          |       |        |       |      |
| Място   | Държава                  | Злато | Сребро | Бронз | Общо |
| 1       | СССР                     | 7     | 5      | 9     | 21   |
| 2       | Германия(обединен отбор) | 4     | 3      | 1     | 8    |
| 3       | САЩ                      | 3     | 4      | 3     | 10   |
| 4       | Норвегия                 | 3     | 3      | 0     | 6    |
| 5       | Швеция                   | 3     | 2      | 2     | 7    |
| 6       | Финландия                | 2     | 3      | 3     | 8    |
| 7       | Канада                   | 2     | 1      | 1     | 4    |
| 8       | Швейцария                | 2     | 0      | 0     | 2    |
| 9       | Австрия                  | 1     | 2      | 3     | 6    |
| 10      | Франция                  | 1     | 0      | 2     | 3    |

## Дисциплини
| - Бобслей - Хокей на лед - Фигурно пързаляне - Ски бягане | - Бързо пързаляне с кънки - Северна комбинация - Ски скокове - Ски алпийски дисциплини - Биатлон (за първи път) |

## Българското участие
България участва в Зимните олимпийски игри през 1960 г. Представителите ѝ са алпийските скиори Александър Шаламанов, по-късно именит национален футболист, Георги Димитров и Георги Варошкин и ски бегачите Стефан Митков, Кръстана Стоева, Надежда Василева и Роза Димова. Най-добре се класира Кръстана Стоева, девета в ски бягането на 10 км.